# Harappa
Harappa è un sito archeologico nella regione del Punjab, nel Pakistan nord-orientale, nei pressi della cittadina di Harappa da cui prende il nome.
Era una delle più importanti città fortificate della civiltà della valle dell'Indo e della cosiddetta "cultura del cimitero H". 
La calligrafia chiamata Vallinda o Harappa, conta 400 caratteri. Alcuni ricercatori la ritengono la madre degli alfabeti Indoeuropei.  

Calligrafia Vallinda o Harappa completa.

## Storia
La città fiorì intorno al 3300 a.C. circa, fino al 1600 a.C. ed era bagnata dal fiume Ravi, anche se i primi stanziamenti di coltivatori relativi ai pressi del bacino dell'Indo risalgono alla metà del VII millennio a.C.
In un periodo compreso fra il 2600 ed il 1900 a.C. ad Harappa venne introdotto uno dei più antichi metodi di scrittura del subcontinente indo-pakistano; in modo analogo ai sumeri, venne ideata una scrittura sillabica, comprendente circa 400 segni diversi. In questo periodo si intensificarono i traffici commerciali con la Mesopotamia, la Penisola Arabica e le pianure della Battriana.
Dopo il 1800 a. C. iniziarono una serie di cambiamenti climatici, tra cui l'aumento dell'intensità dei monsoni invernali e la diminuzione dei monsoni estivi, che resero sempre meno agevole la coltivazione per inondazione. Verso il 1600 a. C. il sito fu definitivamente abbandonato in favore, principalmente, delle piccole alture ai piedi dell'Himalaya, dove però non si ricostituirono più complessi abitativi così estesi ed elaborati. La popolazione rimanente si disperse in piccoli villaggi nei quali la loro cultura subì un impoverimento, con l'abbandono dell'uso della scrittura.

## Descrizione
Si calcola che avesse quasi 40.000 residenti, una città estremamente popolosa per quel tempo. Ad Harappa sono state scavate anche due necropoli, una della civiltà della Valle dell'Indo con gli inumati in posizione distesa e la testa rivolta verso nord, l'altra, più tarda della cultura del cimitero H, che si distingue in particolare per la tipologia ceramica, la manifattura in gres, la lavorazione delle conchiglie marine, di perle in agata e lapislazzuli, ornamenti in faience.
Gli agricoltori e i cacciatori di quel periodo riuscirono ad addomesticare lo zebù e il bufalo e a coltivare il frumento e l'orzo. L'area urbana era dominata da una cittadella sopraelevata, mentre sotto l'acropoli sorgevano piccole abitazioni disposte secondo uno schema ortogonale. Alcune piattaforme circolari e altri edifici di grandi dimensioni, disposti su due file e dotati di fori per la ventilazione, erano probabilmente destinati all'immagazzinamento dei cereali. 

## Scavi archeologici
Richard Meadow compì i primi scavi tra il 1872 e il 1873, ma solo negli anni venti e trenta il sito fu scavato sistematicamente.
Da Harappa proviene un gran numero di reperti, tra cui spicca la ceramica finemente decorata, le figurine fittili, i sigilli in steatite e altri oggetti legati alla vita quotidiana e ai corredi funerari.
Vicino al sito è ora in progetto la costruzione di un grande museo sulla civiltà della valle dell'Indo.
L'archeologo britannico Mortimer Wheeler ritenne la Civiltà Vallinda il prodotto di una civiltà molto più antica di quella Vallinda.

## Galleria d'immagini

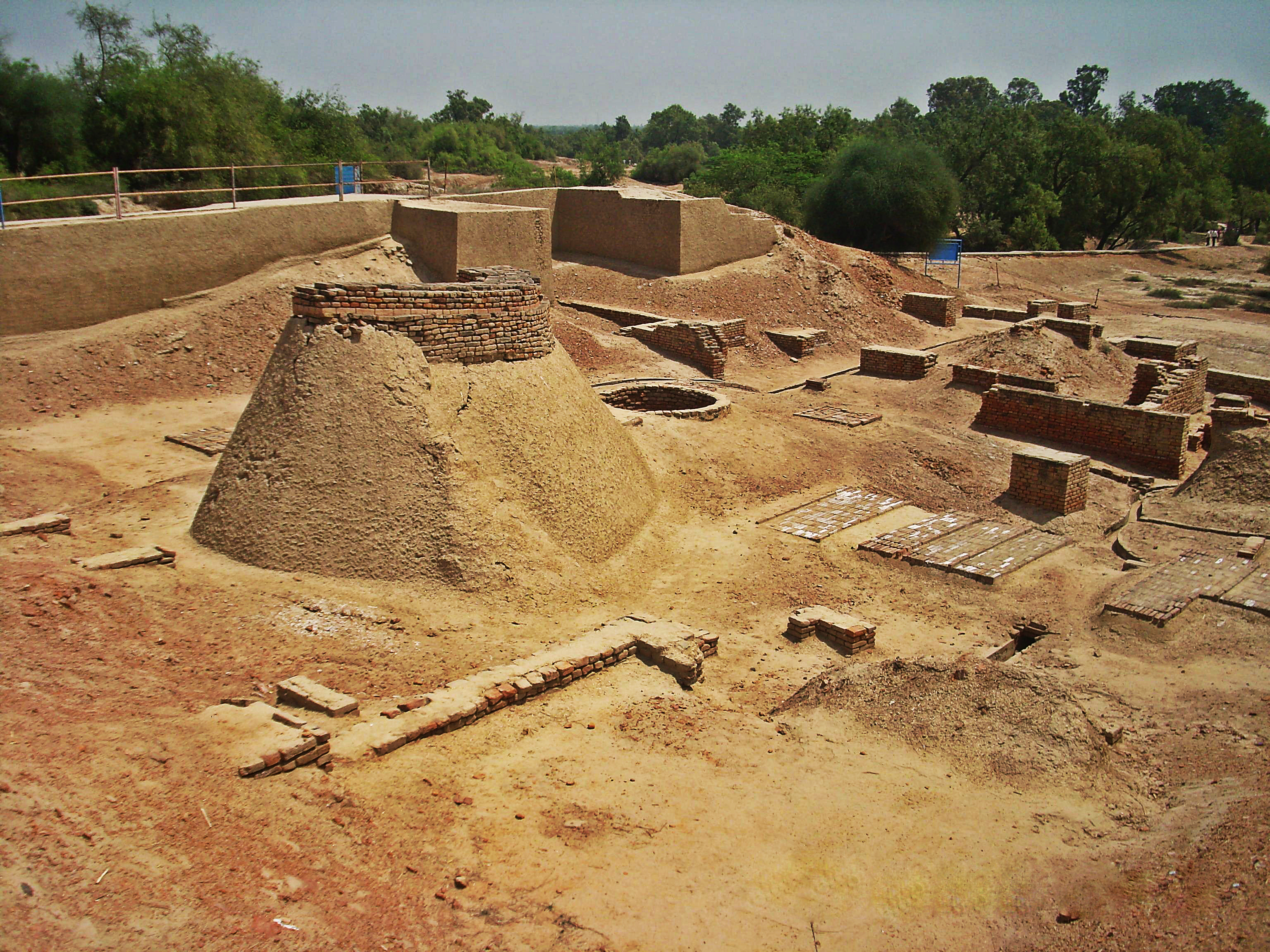
Scavi ad Harappa
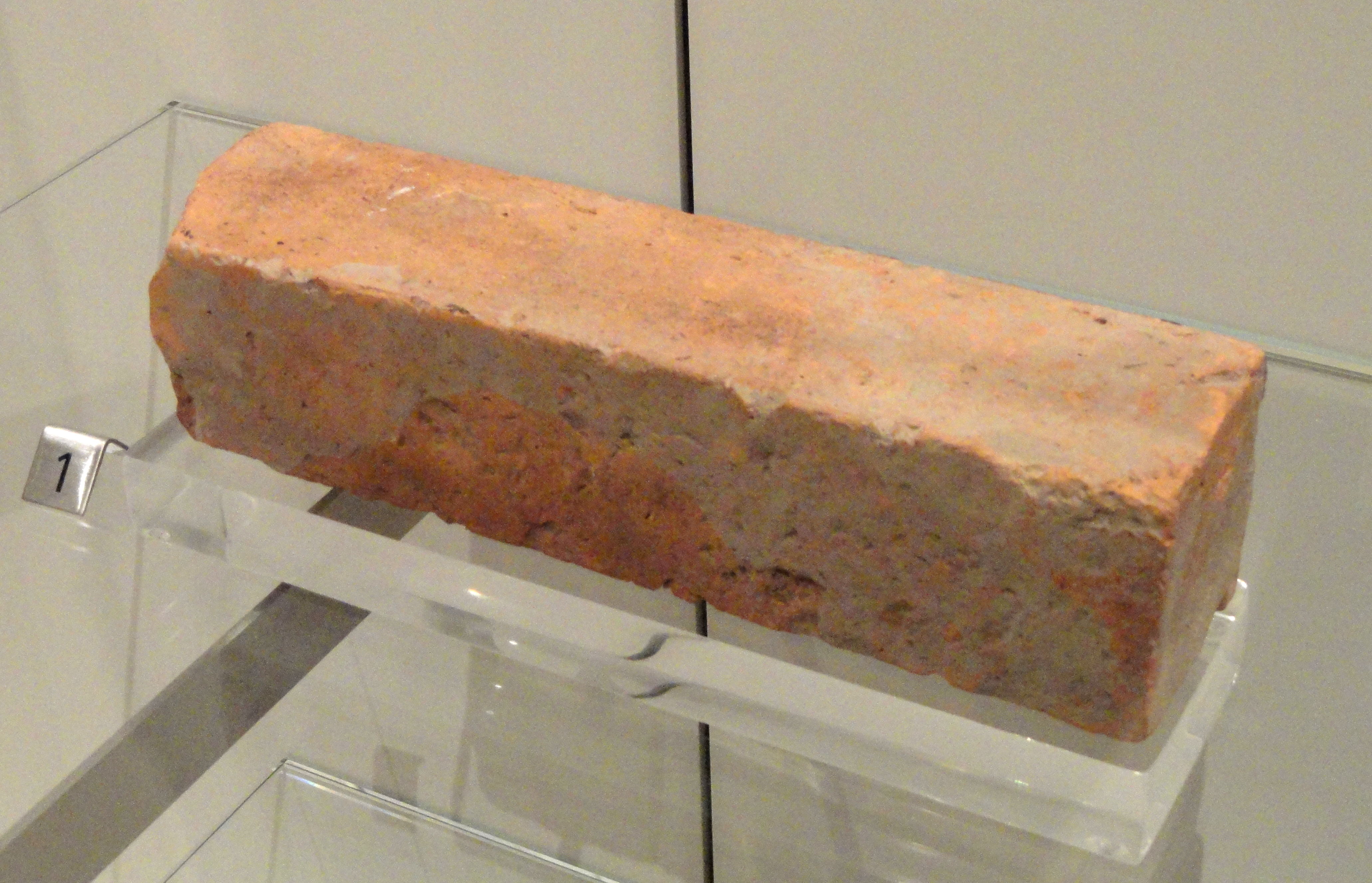
Mattone d'argilla tipico delle costruzioni di Harappa (2500-1900 A.C.), Royal Ontario Museum
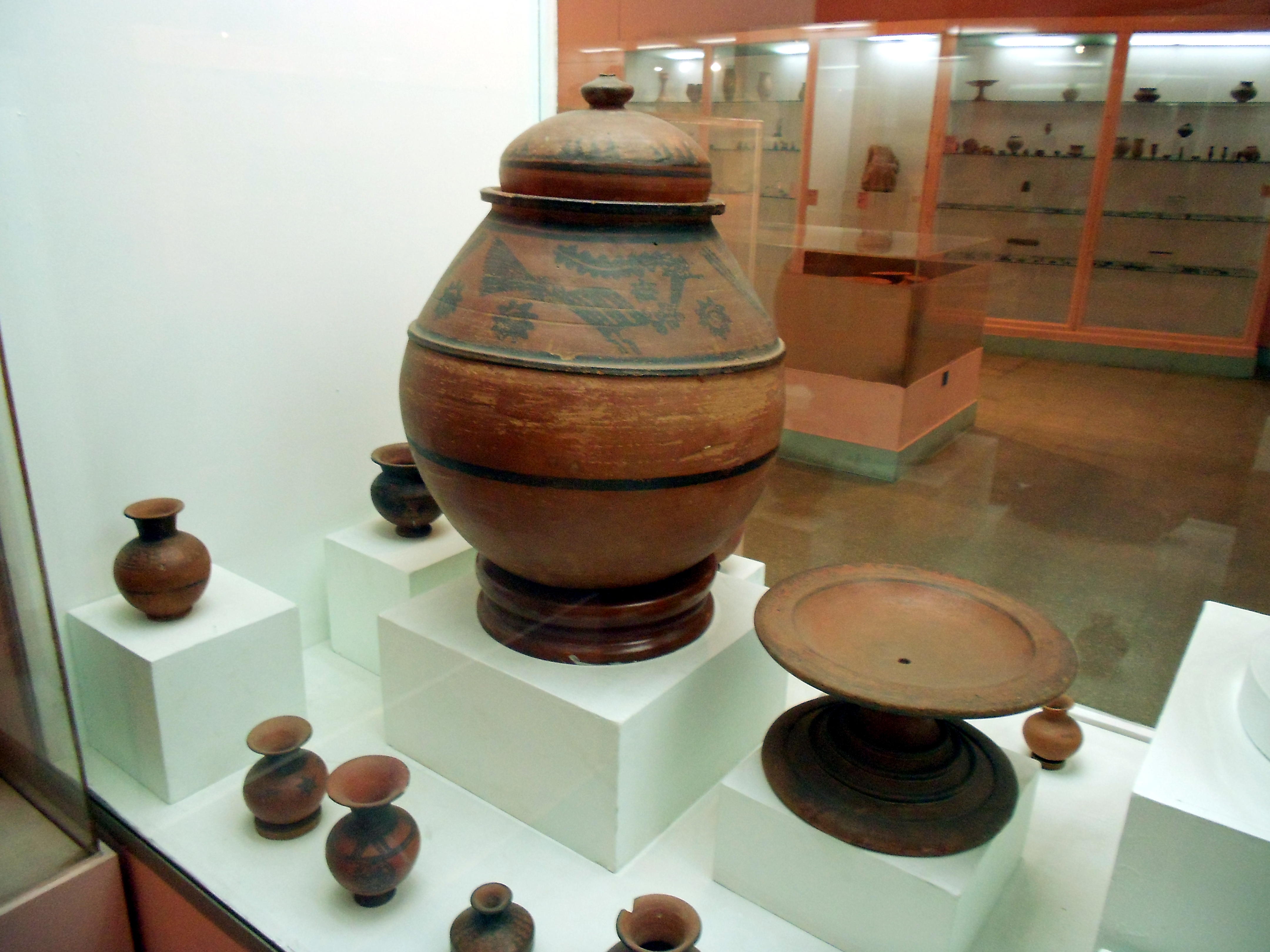
Vasellame, National Museum, New Delhi
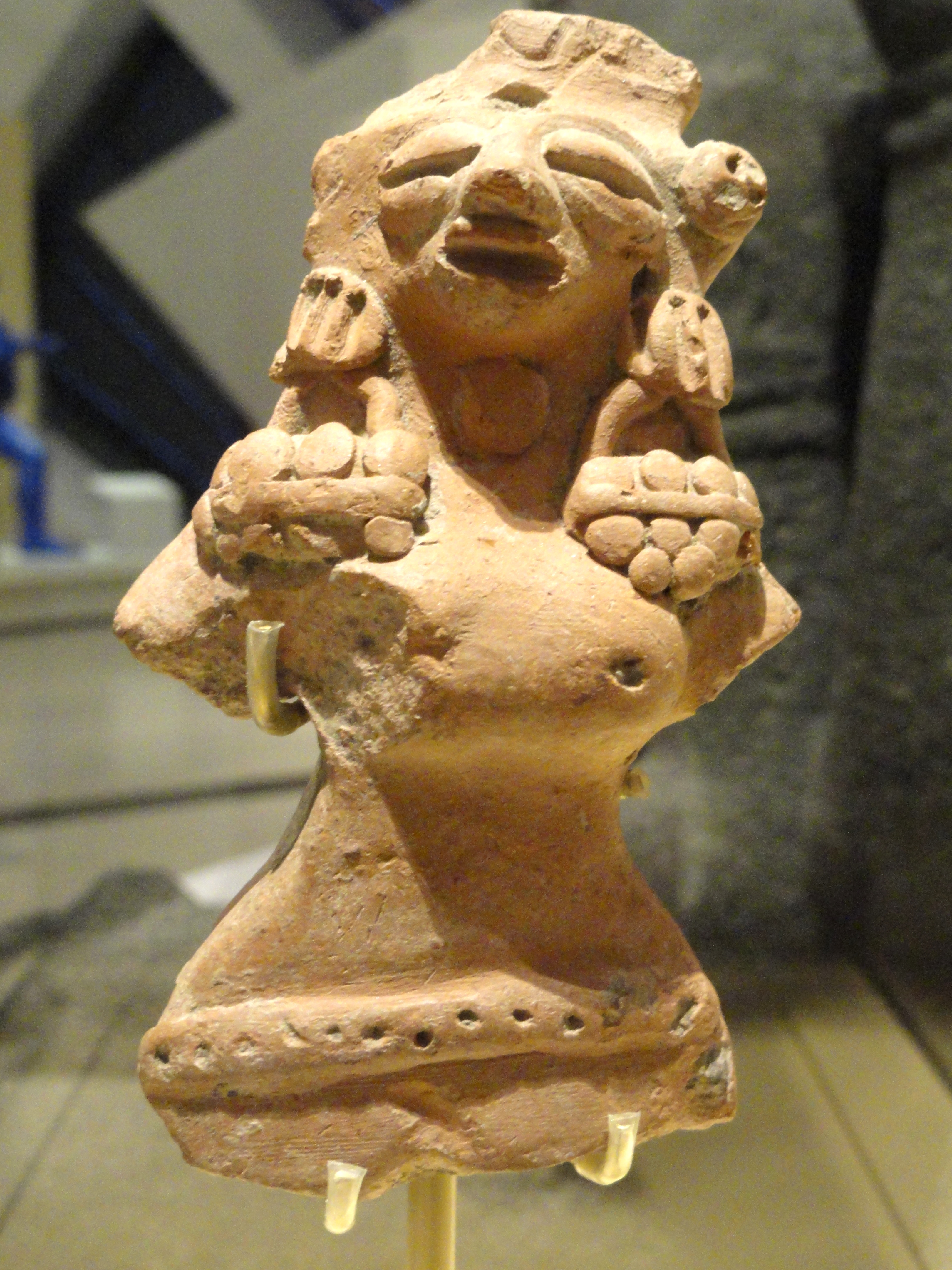
Figura femminile, forse dea della fertilità
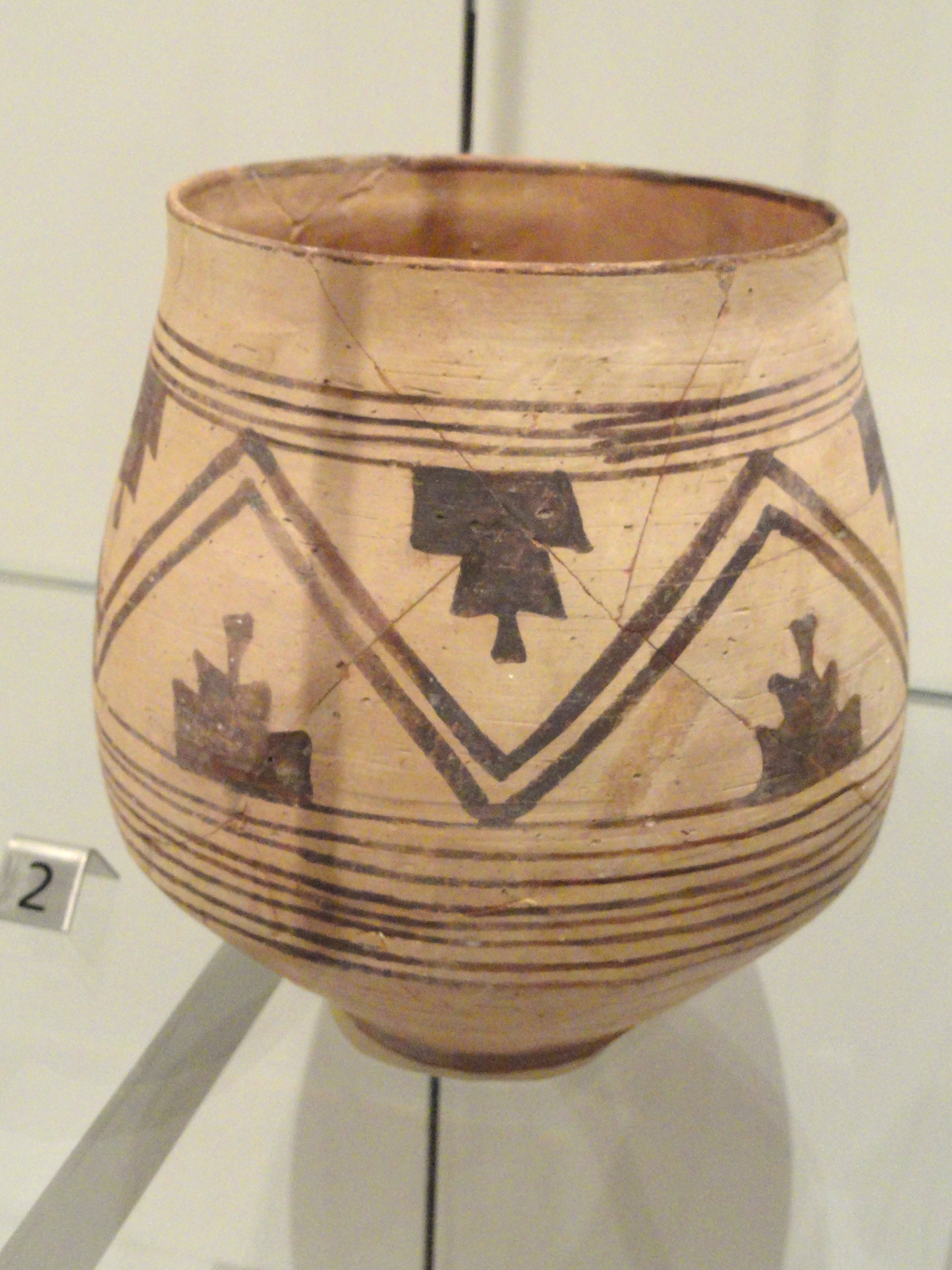
Vaso